# Lange Brugstraat

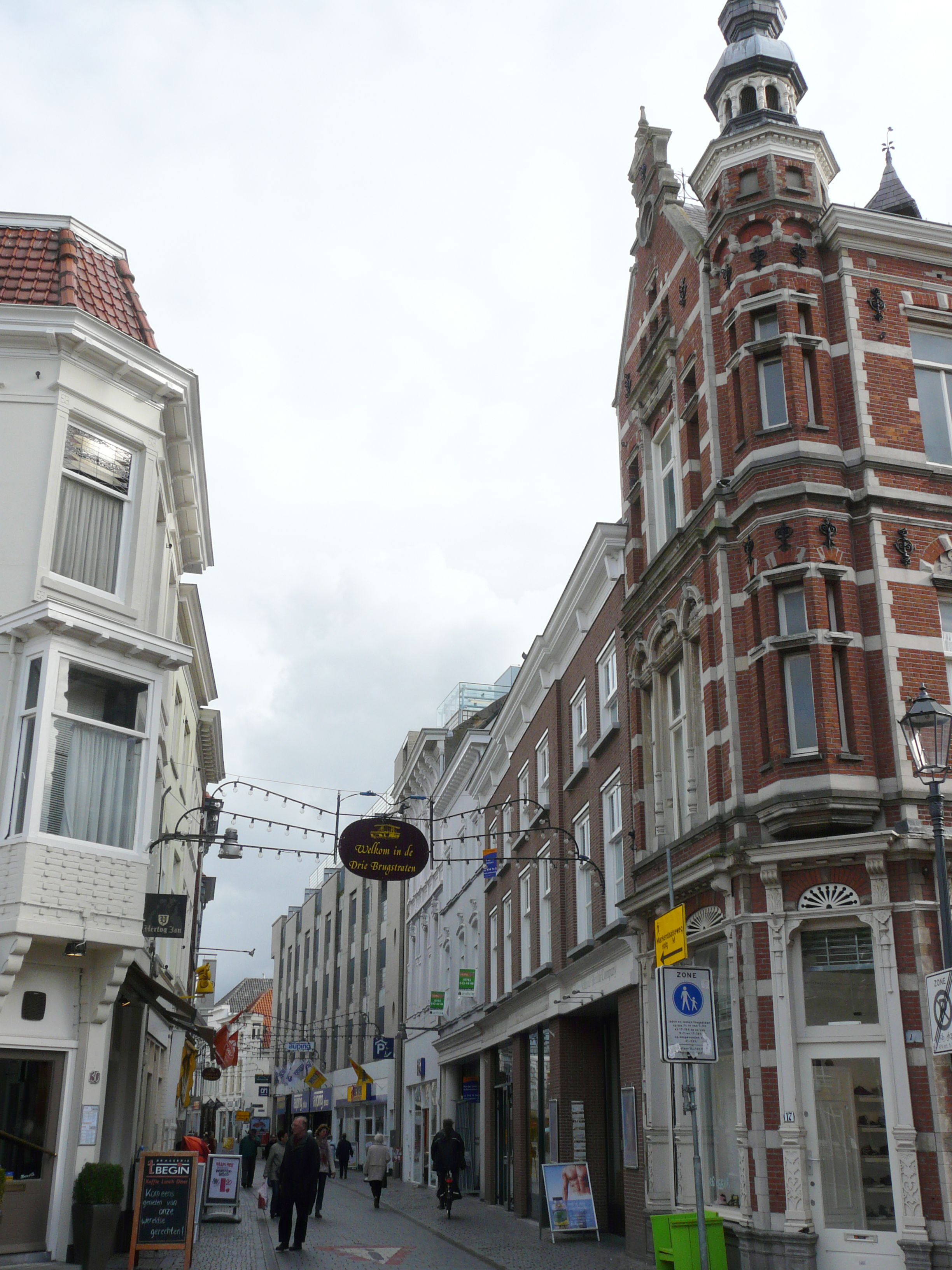
Begin Lange Brugstraat

De Lange Brugstraat is een woon- en winkelstraat in de binnenstad van Breda. De straat is onderdeel van de "drie Brugstraten" (Korte Brugstraat - Lange Brugstraat - Tolbrugstraat).
De drie Brugstraten beginnen bij de Grote Markt en lopen over de Tolbrug tot de Haagdijk nabij de Haven.
Er zijn vele winkels aan beide zijden. In de Lange Brugstraat is een ingang van het winkelcentrum De Barones. Vanuit de Lange Brugstraat bereikt men 't Sas. Er bestaat ook een winkeliersvereniging "De Drie Brugstraten". Deze is in 1964 koninklijk erkend. De Brugstraten waren van oudsher de belangrijkste straten van Breda. Via deze straten brachten de kooplieden hun waar van de Haven naar de Grote Markt. Het is dan ook niet vreemd dat deze straten de eerste echte winkelstraten van Breda waren.
Halverwege is de binnenplaats 't Sas met enkele winkels en een terras.

## Galerij

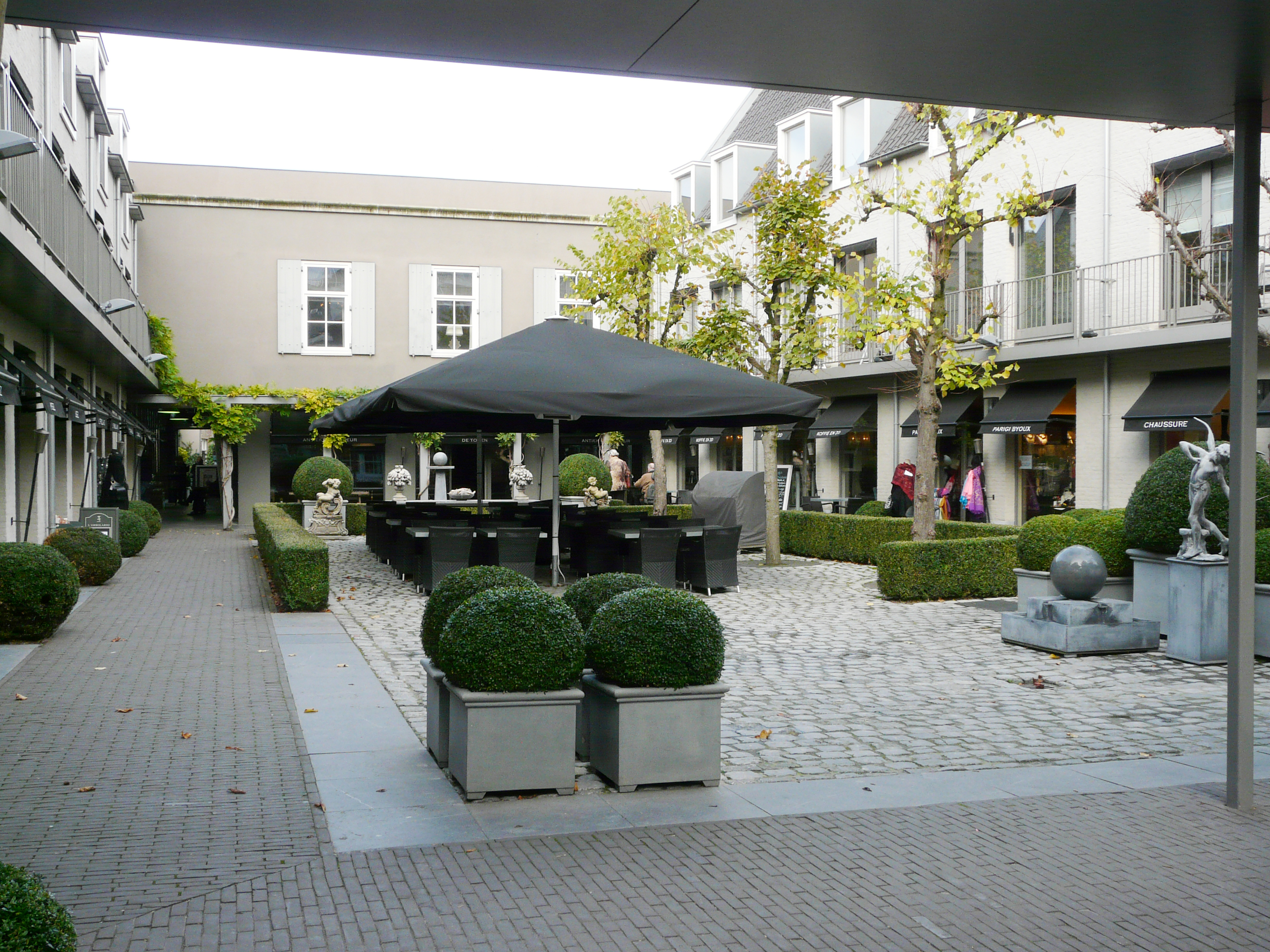
't Sas
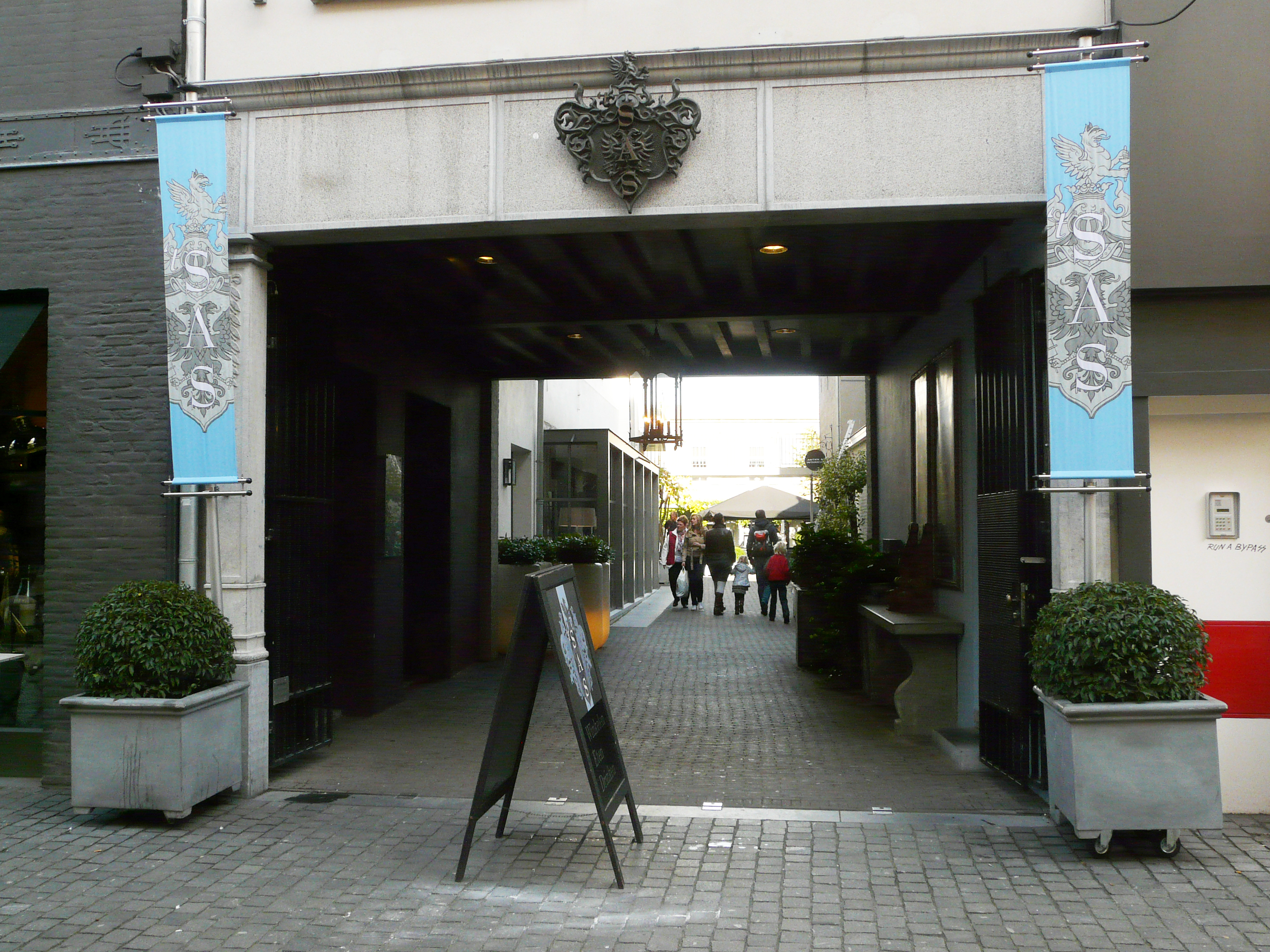
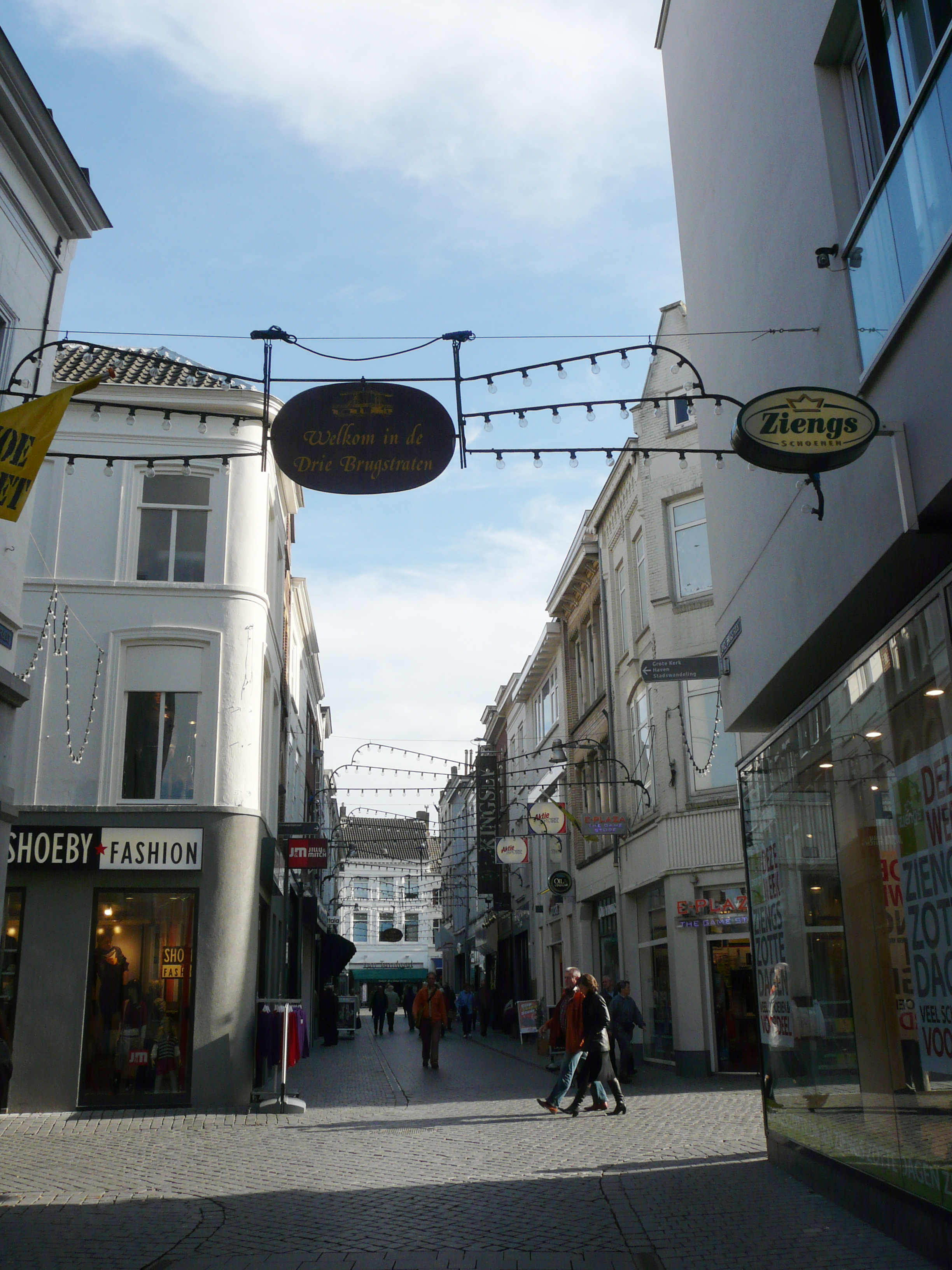
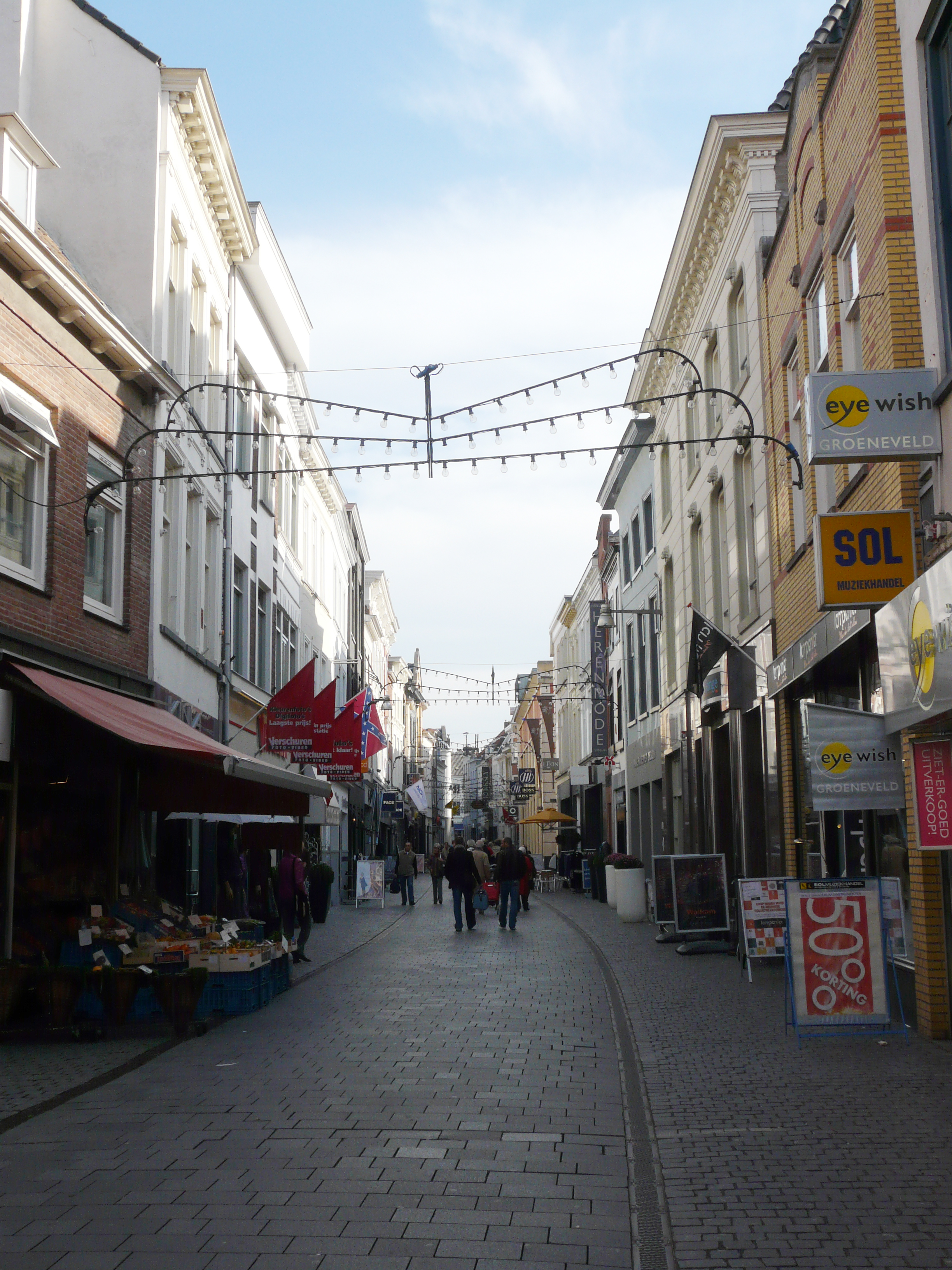